# Companhia de Saneamento de Minas Gerais
Companhia de Saneamento de Minas Gerais (COPASA MG) (B3: 19445, CSMG3) é uma sociedade de economia mista brasileira com sede no município de Belo Horizonte, no estado de Minas Gerais, Região Sudeste do país. É a responsável pela prestação de serviços de saneamento na maior parte do estado mineiro, que é o seu maior acionista.
Em 2019, durante o Governo Zema, cogitava-se privatizar a companhia, como forma de poder entrar no Plano de recuperação econômica da União.

## História

Estação de tratamento de água da Copasa em Coronel Fabriciano, onde é extraída e tratada a água fornecida a parte do Vale do Aço, no interior do estado.

Foi criada a partir da Companhia Mineira de Água e Esgotos (COMAG), instaurada em 1963, como parte da primeira política de saneamento a entrar em vigor em Minas Gerais. Em Belo Horizonte, a responsável pelos serviços de saneamento era o Departamento Municipal de Águas e Esgoto (DEMAE), o qual foi incorporado à COMAG em 1973. Pela lei nº 6.475, de 14 de novembro de 1974, a COMAG passa por reestruturação e recebe a denominação de Companhia de Saneamento de Minas Gerais (Copasa).
Em 2000, a legislação ampliou as competências da Copasa, permitindo atuar também na coleta, reciclagem, tratamento e disposição final do lixo urbano, doméstico e industrial.
Em 2003, foi promovida a abertura de capital. Em 07 de fevereiro de 2006, foi realizada a oferta pública de ações (IPO), pela qual foram captados R$ 813 milhões.
Em 2007, foi criada a Copanor, subsidiária responsável por atender as regiões Norte e Nordeste de Minas Gerais.
Em abril de 2008, foi realizada uma oferta secundária de ações, que movimentou R$ 400 milhões. O município de Belo Horizonte, segundo maior acionista até então, alienou a totalidade das suas ações, enquanto o governo de Minas Gerais vendeu parte das ações, mas continuou como acionista controlador.
Em 2017, o município de Varginha realizou a concessão para operação de aterro sanitário, ficando a Copasa responsável pelo recebimento, tratamento e disposição final dos resíduos.

## Serviços
Segundo informações de 2024, a Copasa é a encarregada pelo abastecimento de água tratada e coleta de esgoto sanitário na maioria dos municípios mineiros, abrangendo cerca de 11,9 milhões de habitantes. Em 2024, era a responsável pelo fornecimento de água em 640 dos 853 municípios do estado, com uma extensão da rede de 64,7 mil km, e pela coleta de águas residuais em outros 309, com uma extensão da rede de 33,4 mil km e 305 ETEs (Estações de Tratamento de Esgoto). A companhia também opera o aterro sanitário de Varginha.
Na Região Metropolitana de Belo Horizonte (RMBH), estão localizados os maiores sistemas de produção e tratamento de água da Companhia. As principais fontes de captação são os reservatórios do Rio Manso, Serra Azul e Vargem das Flores e a captação a fio d’água (sem barramento de acumulação) no Rio das Velhas.